# Żerków
Żerków is een stad in het Poolse woiwodschap Groot-Polen, gelegen in de powiat Jarociński. De oppervlakte bedraagt 2,03 km², het inwonertal 2076 (2005).

## Verkeer en vervoer
- Station Żerków

## Stedenband
- Aa en Hunze (Nederland)